# Charun
Charun (ou Charu ou Karun) est le psychopompe du monde souterrain dans la mythologie étrusque, emprunté directement de Charon de la mythologie grecque.
À ne pas confondre avec le seigneur des enfers, connu pour les Étrusques comme Aita.
Il est souvent représenté avec la déesse Vanth, une déesse ailée également associée avec les enfers.

## Représentation
En illustration typique, Charun était fondamentalement différent de sa représentation grecque.
Charun était un homme qui gardait l'entrée des Enfers, avec un nez de vautour, des oreilles pointues, quelquefois des ailes énormes, et des serpents autour des bras. Il tenait en main un maillet, son symbole religieux.
Quelques auteurs le comparent au dieu Sucellos des celtes qui lui aussi tient un marteau à la main et remplit la même fonction de dieu de la mort. Il est souvent accompagné de la déesse Vanth, comme dans la fresque de la Tombe François, où ils assistent tous deux au sacrifice des prisonniers troyens par Achille sur la tombe de Patrocle.
Il survit au concept de Charos ou Charontas des Grecs modernes, décrit comme un oiseau noir qui fond sur sa proie ou un cavalier ailé qui attache ses victimes à la selle et les transporte au monde des morts.
Sur la Tombe du quadrige infernal, il figure sur la première fresque dès l'entrée dans le couloir de la tombe, retournant vers le monde des vivants, ayant accompagné le défunt aux enfers, tenant les rênes de son quadrige équipé de deux lions et de deux griffons. La grande tache noire en fond ne représente pas son ombre, mais le nuage noir qui l'accompagne.

## Sa fonction dans le panthéon étrusque
Comme le dieu grec, Charun servait uniquement de guide aux morts (divinité psychopompe) et ne jouait pas le rôle de punisseur des méchants. 
Les images violentes de sa représentation ont été créées pour des raisons apotropaïques et pour symboliser et remplacer le rituel original du sacrifice animal par une représentation abstraite. Les Étrusques croyaient que ces sacrifices étaient importants pour le bien-être du mort.
Une fresque atypique le montre aux rênes d'un quadrige de deux lions et de deux griffons dans la tombe à laquelle il donne son nom : la Tombe du quadrige infernal de la nécropole des Pianacce de Sarteano

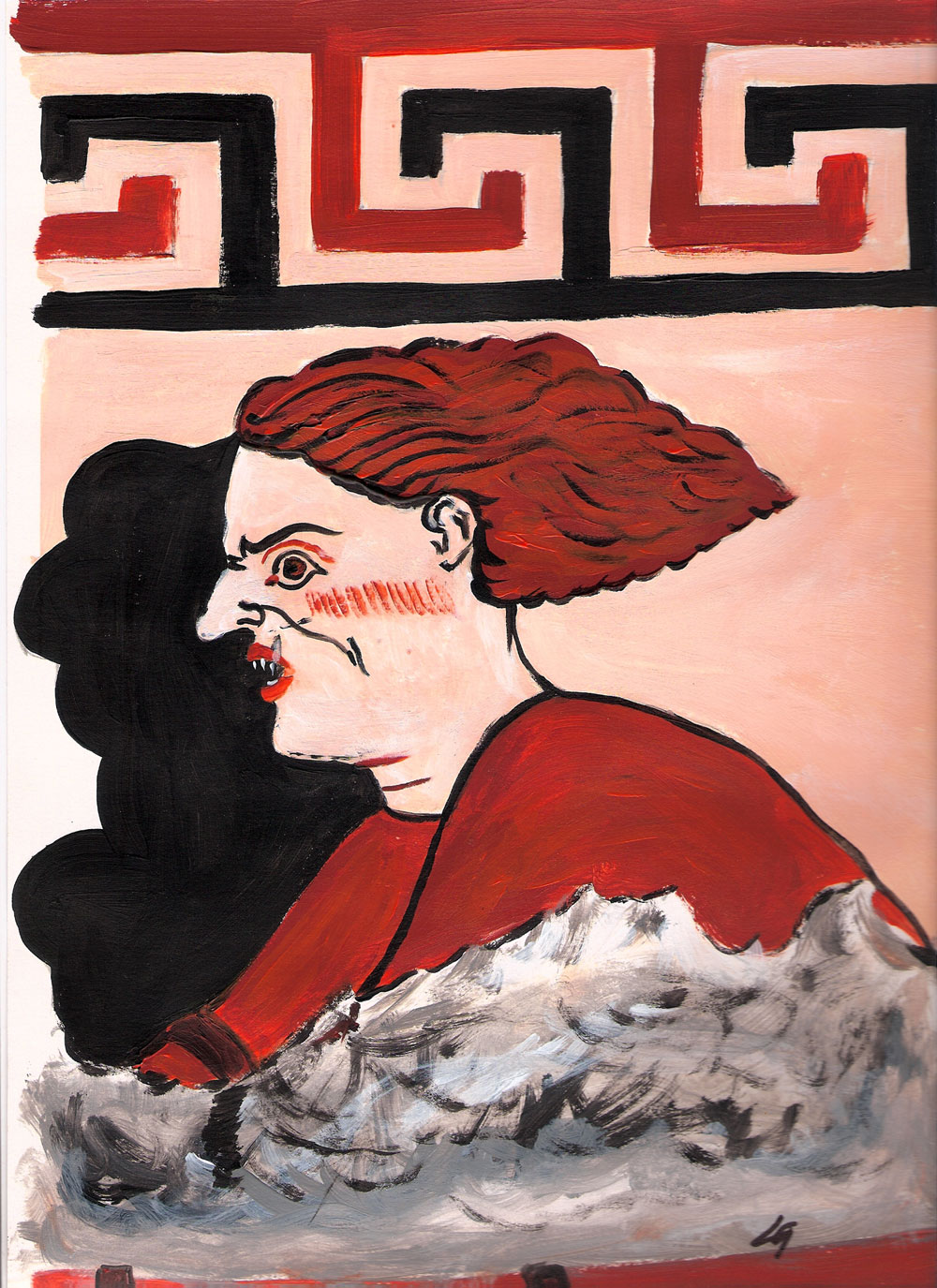
Charun aux commandes de son quadrige, extrait d'une fresque de la  Tombe du quadrige infernal (vue d'artiste).
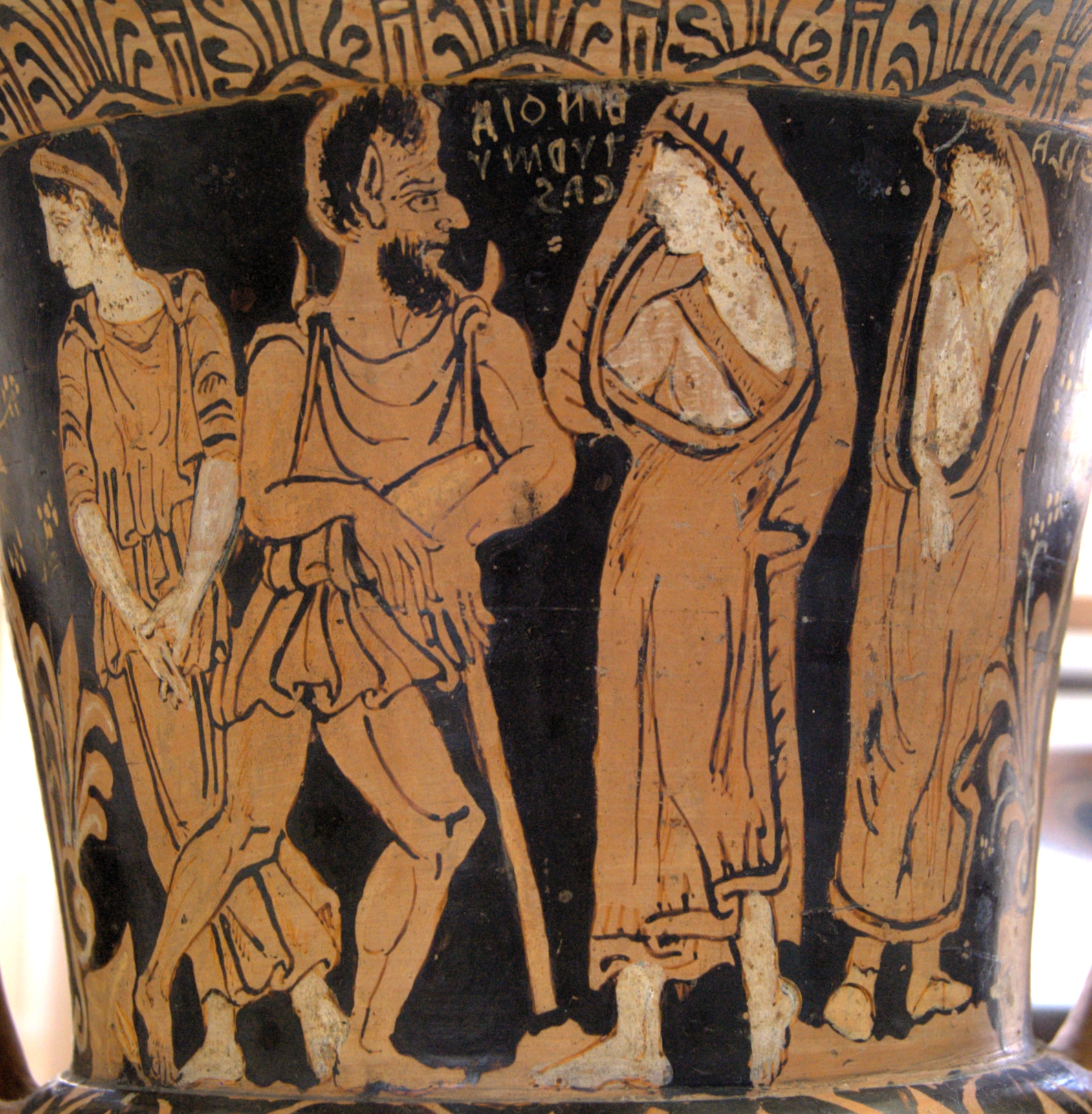
Charun et des ombres, cratère de calice étrusque, Cabinet des médailles de la Bibliothèque nationale de France.
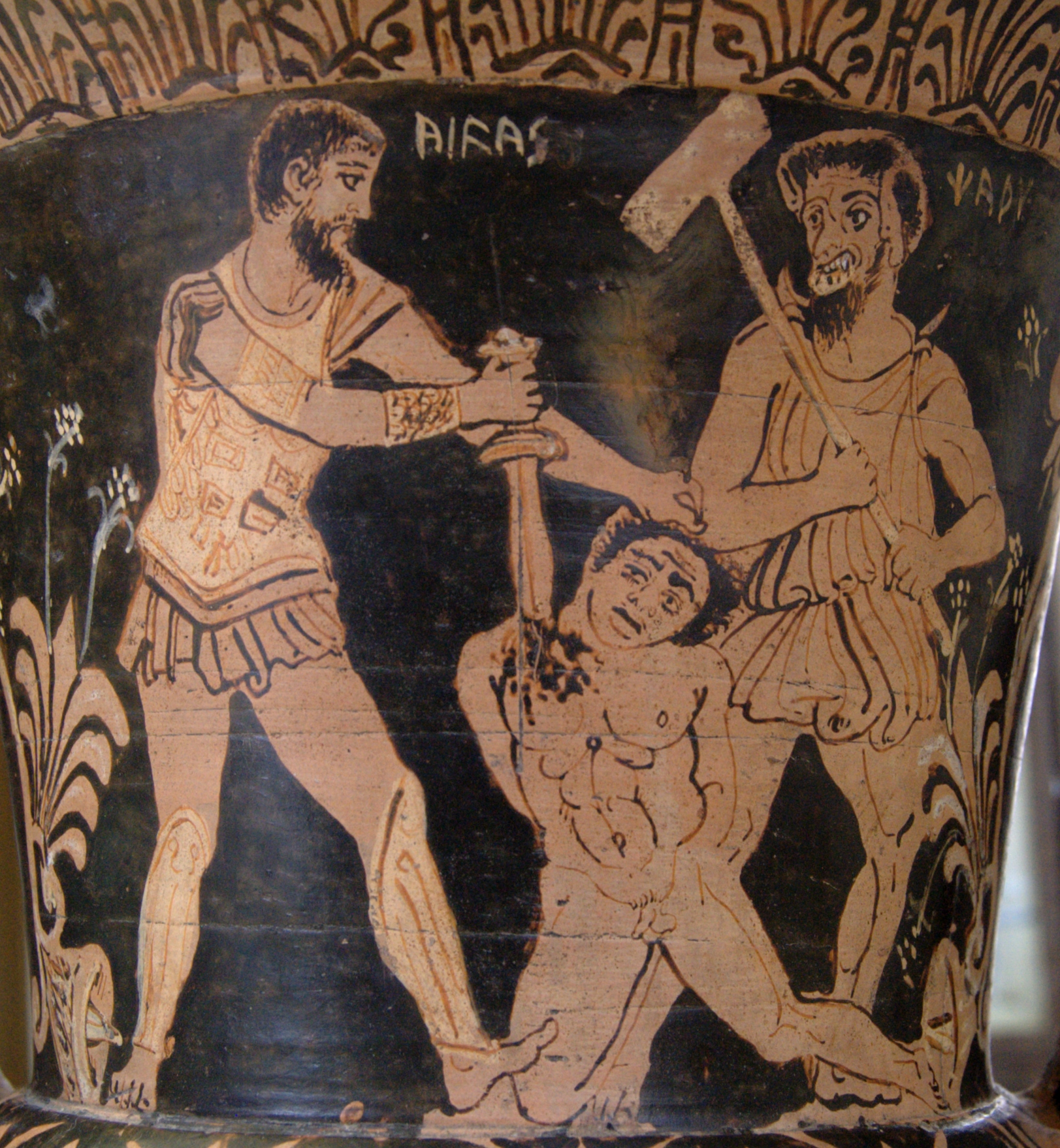
Ajax tuant un prisonnier de Troie en présence de Charun.
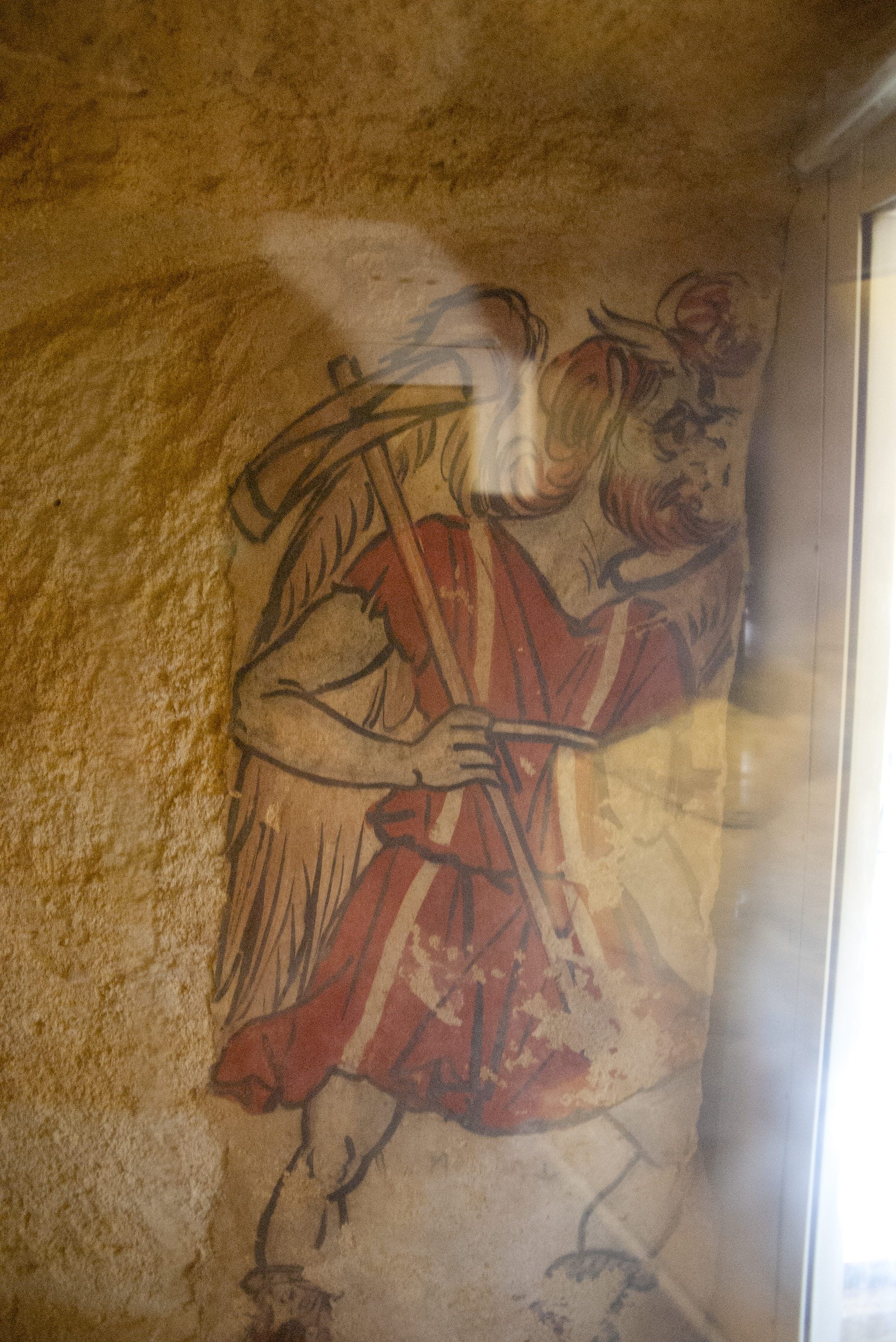
Charun, Tombe Anina, Monterozzi.
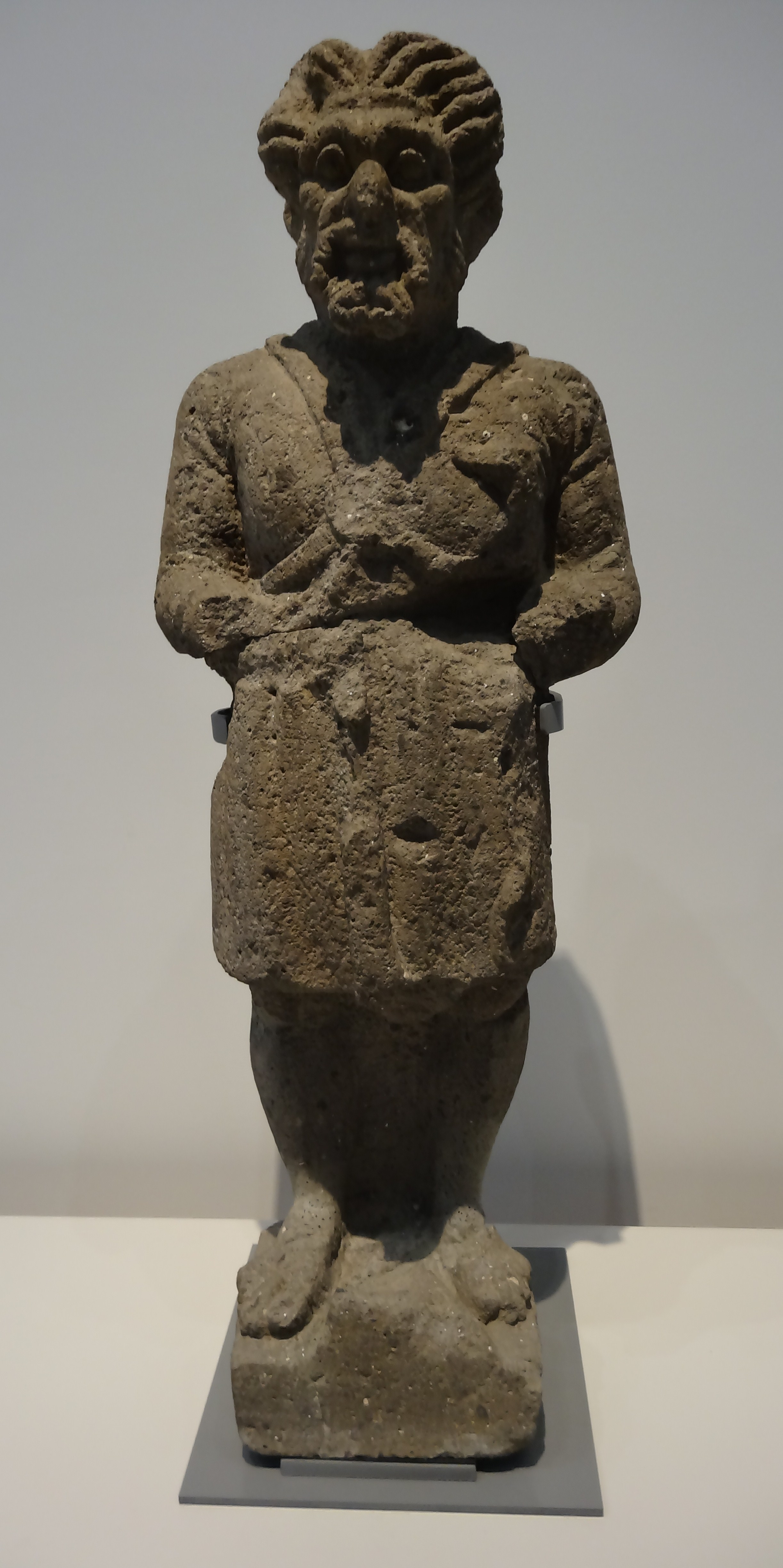
Statuette de Charun. Cerveteri, nécropole de Greppe Sant'Angelo, vers 300 av. J.-C., nenfro, inv. 2013.4.402, musée national cérétain.
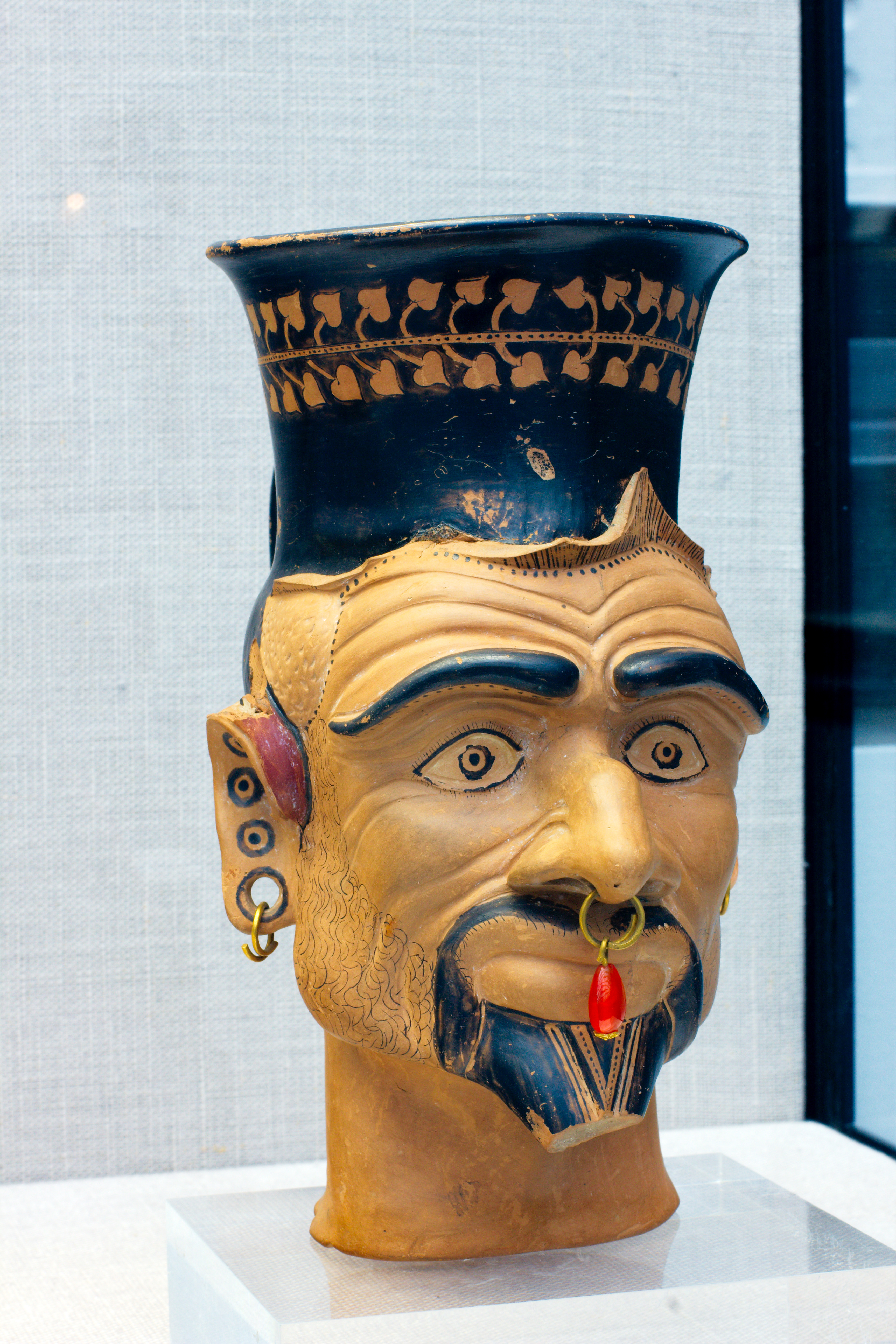
Rhyton plastique représentant Charun, Vulci, IVe siècle av. J.-C., Collections d'Antiquités de l'État bavarois.

## Représentations modernes
« Les Étrusques étaient un des peuples les plus importants et influents du monde classique. 
Il continue d'exister beaucoup de mythologies populaires à propos des Étrusques, qui soutiennent qu'ils restent un mystère, que nous ne connaissons pas leurs origines et que nous ne pouvons pas déchiffrer leur langue. Ce sont des contre-vérités. »

— Larissa Bonfante et Judith Swaddling. Etruscan Myths, University of Texas Press, 2006, p. 7.
Malgré les rapports des érudits, l'interprétation du dieu comme « démon punisseur » continue à être privilégiée grâce aux livres d'anciens auteurs et à ceux des non-spécialistes modernes qui les citent ou encore de ceux qui interprètent eux-mêmes la religion.
Selon Ron Terpening, un auteur de fiction et professeur de langue italienne à l'Université d'Arizona, Charun semble aimer la violence et il participe aux guerres. Mais finalement ce n'est qu'une opinion forgée à partir de représentations non étrusques. Il compare par exemple les représentations de l'homologue grec, Charon, décrit dans l'histoire de l’Énéide à celle des  œuvres religieuses de Michel-Ange. 
Malheureusement, on ne sais jamais par ces comparaisons si ces influences dérivent de croyances autres que celles des Étrusques. Charon a sans doute toujours des traces du concept grec et les illustrations de Michel-Ange sont alterés par le concept d'un Enfer, punition ultime pour les seuls méchants Chrétiens, ce qui est bien différent du concept de l'Hadès où « tous » les morts, bons ou méchants, sont réunis. 
Parmi ses interprétations particulièrement déplacées, il déclare que Charun « aimait » les calamités météorologiques et la violence. Ce ne sont que des interprétations personnelles sans vrai fondement.
Jeff Rovin, un auteur de science-fiction qui a publié aussi des livres pour enfants, est convaincu que Charun frappait les âmes des décédés avec son marteau et qu'il amenait des chevaux aux individus récemment morts.